# مواصفات رسالة التصنيع
مواصفات رسالة التصنيع (MMS) (بالإنجليزية: Manufacturing Message Specification)‏ هو معيار دولي أيزو 9506 (ISO 9506) للتعامل مع نظام الرسائل لنقل البيانات الحقيقية لوقت العملية ومعلومات التحكم الإشرافية بين الأجهزة المتصلة بالشبكة و / أو تطبيقات الحاسوب. تم تطوير المعيار من قبل اللجنة الفنية (TC184) في المنظمة الدولية للمعايير وهذا اللجنة تتولى صيانة هذا المعيار.